# Persone di cognome Hunt
| Questa pagina contiene informazioni ricavate automaticamente dalle voci biografiche con l'ausilio del template Bio e di un bot. L'aggiornamento è periodico e automatico e ricostruisce completamente la pagina. Se manca una persona in questa lista, sei pregato di non aggiungerla, ma accertati piuttosto che la sua voce biografica contenga il template Bio e che i dati anagrafici siano correttamente compilati. Se il template Bio manca, inseriscilo tu stesso o, in alternativa, metti l'avviso {{tmp\|Bio}} che ne segnala la mancanza. Se i dati riportati sono sbagliati, correggi direttamente la voce biografica; le modifiche saranno visibili in questa lista entro pochi giorni. Per chiarimenti vedi il progetto antroponimi. La lista contiene solo le 102 persone che sono citate nell'enciclopedia e per le quali è stato implementato correttamente il template Bio. Pagina aggiornata al 23 lug 2025. |

Questa è una lista di persone presenti nell'enciclopedia che hanno il cognome Hunt, suddivise per attività principale.

## Architetti(1)
- Richard Morris Hunt, architetto statunitense (Brattleboro, n. 1827 - Newport, † 1895)

## Artisti marziali misti(1)
- Mark Hunt, artista marziale misto e kickboxer neozelandese (Auckland, n. 1974)

## Attiviste(2)
- Helen LaKelly Hunt, attivista, filantropa e scrittrice statunitense (n. 1949)
- Jane Hunt, attivista statunitense (Filadelfia, n. 1812 - Chicago, † 1889)

## Attori(3)
- Brendan Hunt, attore e doppiatore statunitense (Chicago, n. 1972)
- Gareth Hunt, attore britannico (Battersea, n. 1943 - Redhill, † 2007)
- Jimmy Hunt, attore statunitense (Los Angeles, n. 1939 - Simi Valley, † 2025)

## Attori pornografici(1)
- Chad Hunt, ex attore pornografico statunitense (Wadsworth, n. 1974)

## Attrici(8)
- Blu Hunt, attrice statunitense (Sacramento, n. 1995)
- Bonnie Hunt, attrice, produttrice televisiva e regista statunitense (Chicago, n. 1961)
- Crystal Hunt, attrice statunitense (Clearwater, n. 1985)
- Ella Hunt, attrice e cantante britannica (Londra, n. 1998)
- Helen Hunt, attrice e regista statunitense (Culver City, n. 1963)
- Linda Hunt, attrice statunitense (Morristown, n. 1945)
- Marsha Hunt, attrice statunitense (Chicago, n. 1917 - Los Angeles, † 2022)
- Martita Hunt, attrice britannica (Buenos Aires, n. 1899 - Londra, † 1969)

## Batteristi(1)
- Will Hunt, batterista statunitense (Gainesville, n. 1971)

## Biochimici(1)
- Tim Hunt, biochimico britannico (Neston, n. 1943)

## Calciatori(16)
- Aaron Hunt, ex calciatore tedesco (Goslar, n. 1986)
- Andy Hunt, ex calciatore inglese (Thurrock, n. 1970)
- David Hunt, ex calciatore inglese (Leicester, n. 1959)
- Ernie Hunt, calciatore inglese (Swindon, n. 1943 - Gloucestershire, † 2018)
- George Hunt, calciatore inglese (Mexborough, n. 1910 - Bolton, † 1996)
- Jack Hunt, calciatore inglese (Rothwell, n. 1990)
- Kenneth Hunt, calciatore inglese (Oxford, n. 1884 - Heathfield, † 1949)
- MacKenzie Hunt, calciatore emiratino (Liverpool, n. 2001)
- Nicky Hunt, ex calciatore inglese (Westhoughton, n. 1983)
- Noel Hunt, ex calciatore irlandese (Waterford, n. 1982)
- Quinaceo Hunt, calciatore bermudiano (Paget Parish, n. 2000)
- Rimo Hunt, calciatore estone (Haapsalu, n. 1985)
- Bobby Hunt, ex calciatore inglese (Colchester, n. 1942)
- Roger Hunt, calciatore inglese (Glazebury, n. 1938 - Liverpool, † 2021)
- Stephen Hunt, ex calciatore irlandese (Port Laoise, n. 1981)
- Steve Hunt, ex calciatore inglese (Birmingham, n. 1956)

## Calciatrici(1)
- Clare Hunt, calciatrice australiana (n. 1999)

## Cantanti(3)
- Lisa Hunt, cantante e compositrice statunitense (New York, n. 1967)
- Marsha Hunt, cantante, attrice e scrittrice statunitense (Filadelfia, n. 1946)
- Sam Hunt, cantante statunitense (Cedartown, n. 1984)

## Cavallerizze(1)
- Sharon Hunt, cavallerizza britannica (Bury St Edmunds, n. 1977)

## Cestiste(1)
- Margie Hunt, ex cestista e allenatrice di pallacanestro statunitense (Camargo, n. 1942)

## Cestisti(6)
- Anderson Hunt, ex cestista statunitense (Detroit, n. 1969)
- Cameron Hunt, cestista statunitense (Duncanville, n. 1997)
- Dario Hunt, cestista statunitense (Colorado Springs, n. 1989)
- Feron Hunt, cestista statunitense (New Orleans, n. 1999)
- Kyle Hunt, cestista statunitense (Queens, n. 1989)
- Melvin Hunt, ex cestista e allenatore di pallacanestro statunitense (Tallulah, n. 1969)

## Chimiche(1)
- Catherine T. Hunt, chimica statunitense (Bronxville, n. 1955)

## Diplomatiche(1)
- Swanee Hunt, diplomatica statunitense (Dallas, n. 1950)

## Direttori della fotografia(1)
- J. Roy Hunt, direttore della fotografia statunitense (Caperton, n. 1884 - Sheffield, † 1972)

## Dirigenti sportivi(2)
- Jeremy Hunt, dirigente sportivo e ex ciclista su strada britannico (Weyburn, n. 1974)
- Lamar Hunt, dirigente sportivo statunitense (El Dorado, n. 1932 - Dallas, † 2006)

## Disegnatori(1)
- Sidney Hunt, disegnatore, pittore e poeta inglese (n. 1896 - † 1940)

## Esploratori(1)
- John Hunt, esploratore e ufficiale britannico (Sinda, n. 1910 - Henley-on-Thames, † 1998)

## Fisici(1)
- Frederick Vinton Hunt, fisico statunitense (Barnesville, n. 1905 - Buffalo, † 1972)

## Giocatori di football americano(4)
- Jalyx Hunt, giocatore di football americano statunitense (Debary, n. 2001)
- Joey Hunt, giocatore di football americano statunitense (El Campo, n. 1994)
- Kareem Hunt, giocatore di football americano statunitense (Willoughby, n. 1995)
- Robert Hunt, giocatore di football americano statunitense (Jasper, n. 1996)

## Giocatori di football australiano(1)
- Taylor Hunt, giocatore di football australiano australiano (n. 1990)

## Giuristi(1)
- William Hunt, giurista inglese (n. 1766 - † 1852)

## Golfisti(1)
- Jarvis Hunt, golfista e architetto statunitense (Weathersfield, n. 1863 - St. Petersburg, † 1941)

## Hockeisti su ghiaccio(1)
- Les Hunt, hockeista su ghiaccio canadese (Schreiber, n. 1937 - Thunder Bay, † 2013)

## Imprenditori(1)
- Clark Hunt, imprenditore e dirigente sportivo statunitense (Dallas, n. 1965)

## Informatici(1)
- Andy Hunt, programmatore, informatico e saggista statunitense

## Inventori(1)
- Walter Hunt, inventore statunitense (n. 1796 - † 1859)

## Medici(1)
- Harriot Kezia Hunt, medico, docente e attivista statunitense (Boston, n. 1805 - Boston, † 1875)

## Mezzofondisti(1)
- Thom Hunt, ex mezzofondista e ex maratoneta statunitense (Coronado, n. 1958)

## Militari(1)
- Leamon Ray Hunt, ufficiale e diplomatico statunitense (Gibbs Twp, n. 1927 - Roma, † 1984)

## Modelle(1)
- Martha Hunt, supermodella statunitense (Wilson, n. 1989)

## Pallanuotisti(1)
- Arthur Hunt, pallanuotista britannico (Lambeth, n. 1886 - Bridgwater, † 1949)

## Pesisti(1)
- Margus Hunt, pesista, discobolo e giocatore di football americano estone (Karksi-Nuia, n. 1987)

## Piloti automobilistici(1)
- James Hunt, pilota automobilistico britannico (Londra, n. 1947 - Londra, † 1993)

## Pittori(3)
- Alfred William Hunt, pittore e poeta inglese (Liverpool, n. 1830 - Londra, † 1896)
- William Holman Hunt, pittore inglese (Londra, n. 1827 - Londra, † 1910)
- William Morris Hunt, pittore statunitense (Brattleboro, n. 1824 - Appledore Island, † 1879)

## Politici(6)
- George W. P. Hunt, politico statunitense (Huntsville, n. 1859 - Phoenix, † 1934)
- H. Guy Hunt, politico statunitense (Holly Pond, n. 1933 - Birmingham, † 2009)
- Henry Hunt, politico e pubblicista inglese (Upavon, n. 1773 - Alresford, † 1835)
- Jeremy Hunt, politico britannico (Kennington, n. 1966)
- Wesley Hunt, politico e ex militare statunitense (Houston, n. 1981)
- William Henry Hunt, politico statunitense (Charleston, n. 1823 - San Pietroburgo, † 1884)

## Registi(4)
- Gordon Hunt, regista, doppiatore e attore statunitense (Pasadena, n. 1929 - Los Angeles, † 2016)
- Jay Hunt, regista, attore cinematografico e sceneggiatore statunitense (Filadelfia, n. 1855 - Los Angeles, † 1932)
- Peter R. Hunt, regista britannico (Londra, n. 1925 - Santa Monica, † 2002)
- Peter H. Hunt, regista statunitense (Pasadena, n. 1938 - Los Angeles, † 2020)

## Saggisti(1)
- Leigh Hunt, saggista, poeta e scrittore inglese (Londra, n. 1784 - Londra, † 1859)

## Scacchiste(1)
- Harriet Hunt, scacchista britannica (Oxford, n. 1978)

## Sceneggiatrici(1)
- Courtney Hunt, sceneggiatrice e regista statunitense (Memphis, n. 1964)

## Scenografi(1)
- Hugh Hunt, scenografo statunitense (Memphis, n. 1902 - San Diego, † 1988)

## Sciatrici alpine(3)
- Annika Hunt, sciatrice alpina statunitense (n. 2006)
- Mia Hunt, sciatrice alpina statunitense (n. 2003)
- Tanis Hunt, ex sciatrice alpina statunitense (n. 1970)

## Scrittori(1)
- Laird Hunt, scrittore statunitense (Singapore, n. 1968)

## Soprani(1)
- Lois Hunt, soprano statunitense (York, n. 1924 - Manhattan, † 2009)

## Storiche(1)
- Lynn Hunt, storica e scrittrice statunitense (Panama, n. 1945)

## Tenniste(2)
- Lesley Hunt, ex tennista australiana (Perth, n. 1950)
- Margaret Hunt, ex tennista sudafricana (n. 1942)

## Tennisti(1)
- Joe Hunt, tennista statunitense (San Francisco, n. 1919 - Daytona Beach, † 1945)

## Tuffatori(1)
- Gary Hunt, tuffatore britannico (Londra, n. 1984)

## Velociste(1)
- Amy Hunt, velocista britannica (Nottingham, n. 2002)

## Senza attività specificata(2)
- Arthur Surridge Hunt, papirologo e egittologo inglese (Romford, n. 1871 - Oxford, † 1934)
- William Price Hunt, statunitense (n. 1783 - † 1842)